# Jacques Lacan
Jacques Lacan (Parijs, 13 april 1901 – aldaar, 9 september 1981) was een Frans psychoanalyticus die beroemd geworden is voor zijn zogenoemde 'terugkeer naar Freud' en het dictum dat het onbewuste gestructureerd is als een taal. Behalve door Freud werd hij vooral beïnvloed door de structuralistische taalkunde van De Saussure en Roman Jakobson en door de structurele etnologie van Lévi-Strauss. Lacan transformeerde de psychoanalyse van een theorie over en behandelmethode voor neurose tot een overkoepelende theorie waarmee ook uitspraken gedaan kunnen worden over de maatschappij. Zijn invloed is nog steeds te merken in literaire theorie, filmstudies, genderstudies en de psychologie. Hij had met name een grote invloed op de denkers Derrida en Žižek, die er echter radicaal verschillende interpretaties van Lacans nalatenschap op na houden.
Jacques Lacan was psychiater in Parijs en niet tevreden over de theorievorming van ego-analytici en de opleiding van de psychoanalytici, vooral omdat hij van mening was dat ze Freud niet goed gelezen hadden en hij ontketende met zijn wekelijkse séminaires een ware retour à Freud van waaruit hij dan formules en mathemen distilleerde om zo de menselijke psyche wat formalistischer en structuralistischer te benaderen. Ondanks de twijfel die bij sommigen omtrent de mentale toestand van Lacan zelf rees, heeft hij grote bijval gehad en hoort hij samen met Freud en Jung tot de belangrijkste psychoanalytici van de 20e eeuw en wordt hij als een van de invloedrijkste denkers van die periode beschouwd.

## Denken
In lijn met de structuralistische methode introduceerde Lacan de taal in de psychoanalyse. Hij formuleerde een nieuwe theorie van begeerte: deze is volgens hem nooit volledig in taal uit te drukken en dus ook nooit geheel te bevredigen, waardoor vervreemding ontstaat. Tevens ontstaat een splitsing in de psyche tussen enerzijds het bewuste, talige subject, het moi, dat overeenkomt met Freuds Ich en Saussures signifiant, en anderzijds het onderbewuste subject, het (Franse) je, overeenkomend met Freuds Es en Saussures signifié.
In Lacans theorie is het subject onderdeel van drie ordes:
- De imaginaire orde is de wereld van begeerte en fantasie, hierboven al aangestipt.
- De symbolische orde is de wereld zoals ze in de taal verschijnt, met alle conceptuele afbakeningen die woorden mogelijk maken.
- De reële orde is de objectieve buitenwereld, begrepen als onmiddellijk geheel, zonder dat hier al conceptuele grenzen in zijn aangebracht door middel van de taal. Deze orde is voor het subject altijd ongrijpbaar.

## Kritiek
Eind 1997 werd de geloofwaardigheid van onder anderen Lacan op de proef gesteld in het boek Intellectueel bedrog. Postmodernisme, wetenschap en antiwetenschap van de fysici Alan Sokal en Jean Bricmont. Daarin analyseren zij de teksten van vooral Franse postmoderne intellectuelen en betogen ze dat achter hun ingewikkeld jargon er vaak nietszeggende en foute ideeën schuilgaan. Ook wordt het misbruik van wetenschappelijke termen aan de kaak gesteld waarmee deze intellectuelen volgens Sokal en Bricmont een illusie van wetenschappelijkheid proberen te wekken.
Noam Chomsky, hoogleraar aan het MIT, noemde Lacan een "totale charlatan" en de Belgische wetenschapsfilosoof Maarten Boudry beschreef Lacan als "naakte keizer" in zijn proefschrift De naakte Keizers van de Psychoanalyse: De Immunisatiestrategieën van een Pseudowetenschap.